# Università di Homs
L'Università di Homs (in arabo جامعة حمص‎?, Jāmiʿat Ḥimṣ) è una università pubblica siriana. Fondata nel 1979 durante la presidenza di Ḥāfiẓ al-ʾAsad, è situata a Homs.
Già Università al-Baʿth, assunse il nome attuale in seguito alla caduta del regime ba'athista nel dicembre 2024.